# The Nights
«The Nights» (en español:«Las Noches») es una canción del disc-jockey y productor sueco Avicii. Cuenta con la colaboración vocal, aunque sin acreditar, del músico estadounidense Nicholas RAS Furlong y del dúo de música estadounidense The Mighty Riot, así como la colaboración sin acreditar del guitarrista estadounidense Colin Brittain, el batería y productor estadounidense Infinity y el guitarrista estadounidense Will Carter.
Como en sus anteriores éxitos «Wake Me Up» y «Hey Brother», «The Nights» es una canción del género house progresivo con elementos de folk rock pero compuesta en la tonalidad de mi bemol menor.[cita requerida]
La canción aparece en la banda sonora del videojuego FIFA 15 de EA Sports.

## Video musical
El video oficial fue estrenado el 15 de diciembre de 2014 por Yahoo! Music. Está producido, dirigido y protagonizado por Rory Kramer, quién fue contactado por su amistad con el cantante de la canción, Nicholas Furlong. Aparentemente grabado con una GoPro, muestra a Rory practicando una larga serie de deportes de riesgo, como estar esquiando, montando en barco, haciendo surf, saltando acantilados, conduciendo motos acuáticas, haciendo puenting, subiendo a una montaña rusa, cuyo mensaje final del video es "Vive la vida que quieres recordar".

## Lista de canciones
| Reino Unido – Descarga digital |                                  |          |  |
| N.º                            | Título                           | Duración |  |
| 1.                             | «The Nights»                     | 2:56     |  |
| 2.                             | «The Nights» (Mike Mago Remix)   | 4:42     |  |
| 3.                             | «The Nights» (Felix Jaehn Remix) | 3:20     |  |

## Posicionamiento en listas y certificaciones
| Lista (2014–15)                                   | Mejor posición |
| ------------------------------------------------- | -------------- |
| Alemania (Media Control AG)                       | 19             |
| Australia (ARIA)                                  | 9              |
| Austria (Ö3 Austria Top 40)                       | 6              |
| Bélgica (Flandes) (Ultratop 50)                   | 14             |
| Bélgica (Valonia) (Ultratop 50)                   | 29             |
| Canadá (Hot 100)                                  | 43             |
| Colombia (Monitor Latino)                         | 7              |
| Dinamarca (Tracklisten)                           | 22             |
| Escocia (Scottish Singles Top 100)                | 5              |
| Eslovaquia (Singles Digitál Top 100)              | 10             |
| España (Los 40 Principales)                       | 1              |
| España (Top 100 Canciones)                        | 17             |
| Estados Unidos (Billboard Bubbling Under Hot 100) | 9              |
| Estados Unidos (Hot Dance Club Songs)             | 3              |
| Estados Unidos (Dance/Electronic Songs)           | 10             |
| Euro Digital Songs                                | 7              |
| Finlandia (OFC)                                   | 6              |
| Francia (SNEP)                                    | 79             |
| Hungría (Single Top 40)                           | 21             |
| Irlanda (IRMA)                                    | 7              |
| Italia (FIMI)                                     | 21             |
| Japón (Japan Hot 100)                             | 78             |
| México (Billboard Mexican Airplay)                | 35             |
| México (Billboard Inglés Airplay)                 | 25             |
| Noruega (VG-lista)                                | 3              |
| Nueva Zelanda (Recorded Music NZ)                 | 12             |
| Países Bajos (Dutch Top 40)                       | 19             |
| Reino Unido (UK Singles Chart)                    | 6              |
| Reino Unido (UK Dance Chart)                      | 1              |
| República Checa (Singles Digitál Top 100)         | 9              |
| Suecia (Sverigetopplistan)                        | 2              |
| Suiza (Schweizer Hitparade)                       | 17             |

| País           | Organismo certificador | Certificación | Ventas  | Ref.   |
| -------------- | ---------------------- | ------------- | ------- | ------ |
| Alemania       | BVMI                   | Oro           | 200 000 | [ 33 ] |
| Australia      | ARIA                   | Oro           | 35 000  | [ 34 ] |
| España         | PROMUSICAE             | Platino       | 40 000  | [ 35 ] |
| Estados Unidos | RIAA                   | Oro           | 500 000 | [ 36 ] |
| Italia         | FIMI                   | Platino       | 50 000  | [ 37 ] |
| Nueva Zelanda  | RMNZ                   | Oro           | 7 500   | [ 38 ] |
| Reino Unido    | BPI                    | Platino       | 600 000 | [ 39 ] |
| Suecia         | GLF                    | Platino       | 40 000  | [ 40 ] |